# サングレ・デ・クリスト山脈

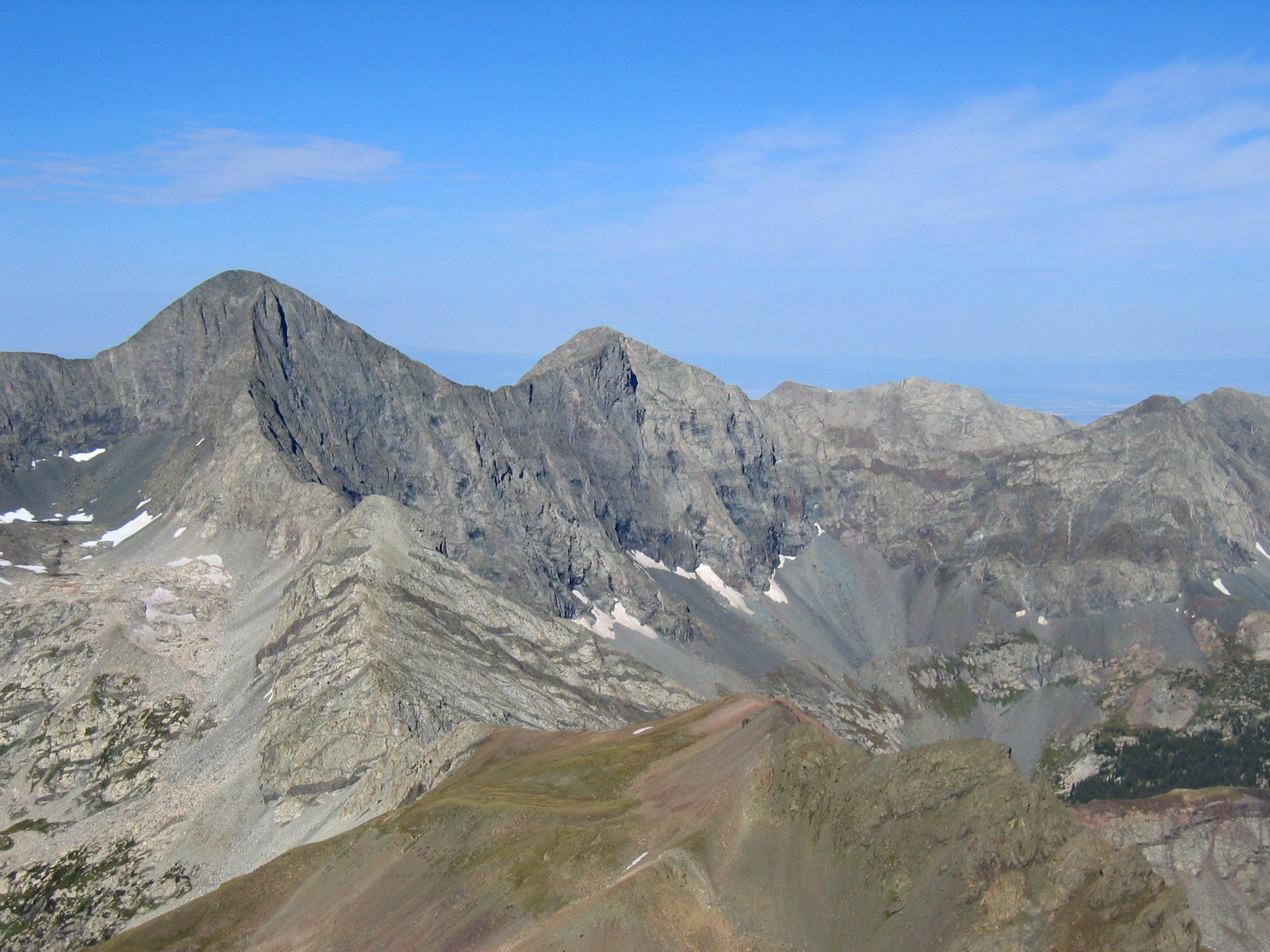
ブランカ峰（4,374m）

サングレ・デ・クリスト山脈(サングレ・デ・クリストさんみゃく、Sangre de Cristo Mountains, スペイン語で"キリストの血")は、ロッキー山脈最南端にある一山脈である。アメリカ合衆国のニューメキシコ州北部とコロラド州南部に位置している。山脈はコロラド中南部のポンチャ峠から、南東と南に向かって伸び、ニューメキシコ州サンタフェの南東の地点で終わる。

## 名称
スペイン語で「キリストの血」という名前は、日の出と日没時の、特に雪で覆われたときの山肌の赤い色に由来していると言われている。しかしはっきりした名前の由来は分かっておらず、実際この名前も19世紀初めから使われた。それ以前は「ラ・シエラ・ネバダ」、「ラ・シエラ・マドレ」、「ラ・シエラ」、「スノウィーズ」(英語使用者による名前)などが使われた。昔のスペイン語のスペル「Christo」がしばしば使われる。

## 構成する山脈・山地

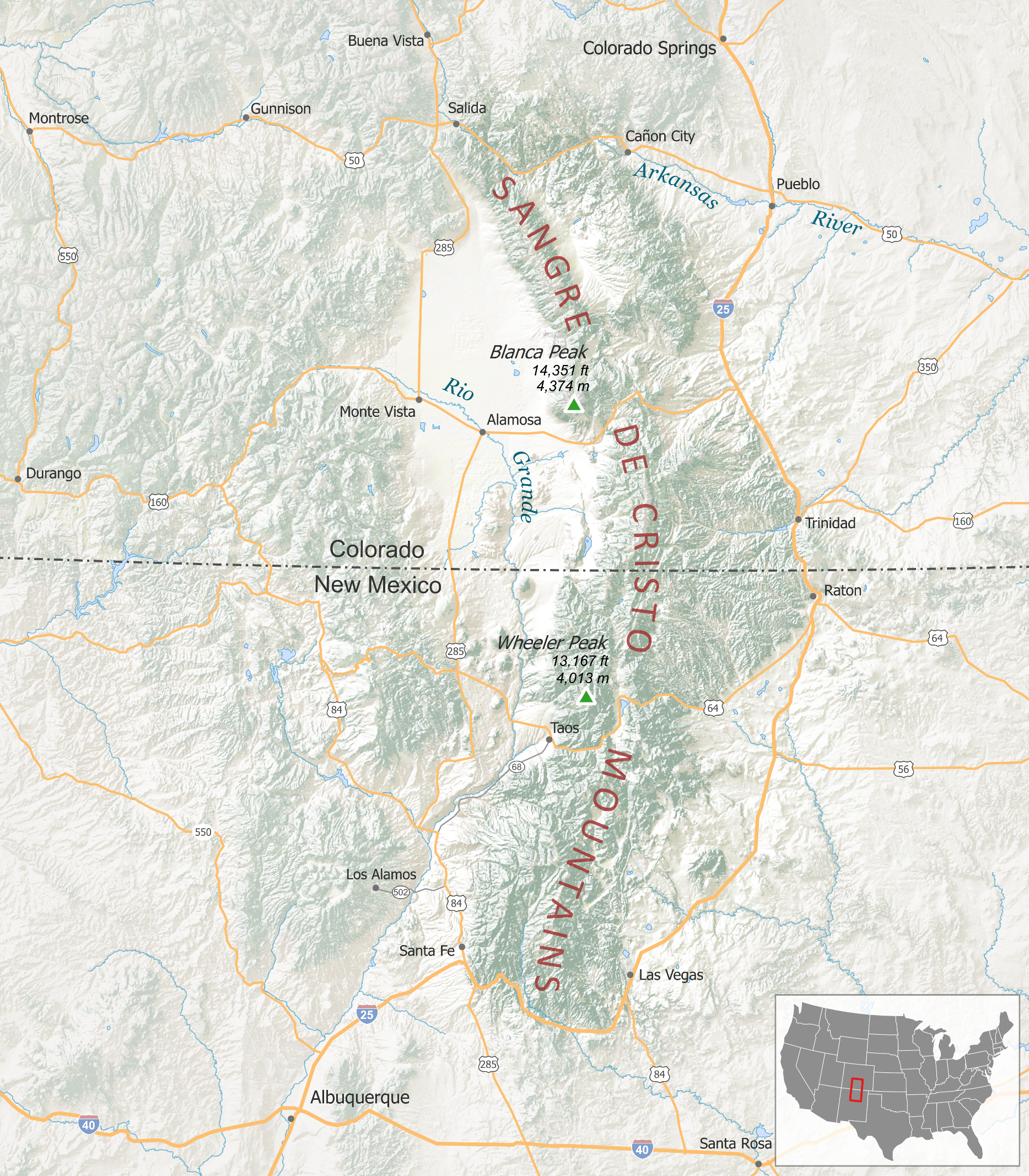
地形図

サングレ・デ・クリスト山脈は、北から南にかけて、さらにさまざまな山脈(Mountains)・山地(Range)・峠(Pass)に分割されている。山脈の最北端は、コロラド州のポンチャ峠とラ・ベタ峠の間のサングレ・デ・クリスト山地として知られている(山脈(Mountains)・山地(Range)の用法に一貫性がないが、ここでは山地は山脈の一部として解釈される)。ラ・ベタ峠とコスティリャクリーク(川)の間には、コロラド州とニューメキシコ州の州境をまたいで、クレブラ山地がある。この他の山脈はすべてニューメキシコにある。コスティリャクリークとパロ・フレチャド峠の間には、タオス山脈が横たわる。タオス山脈の東へモレノ谷を渡るとそこはシマロン山地である。パロ・フレチャド峠とペコス荒野の間には、小さな山脈であるフェルナンド山脈とリンコン山脈がある。この山脈の最南端のサンタフェに近い部分は、通常サングレ・デ・クリスト山脈と呼ばれ、固有の名前はない。

### サングレ・デ・クリスト山地
サングレ・デ・クリスト山脈の中で最大で最も北寄りの山地であるサングレ・デ・クリスト山地は、直接リオグランデ地溝の東側に沿って走り、ポンチャ峠から南東にコロラド中南部を通り、ウォルセンバーグの西32km（20マイル）のラベタ峠までおよそ120km（75マイル）伸びている。西のサンルイスヴァレーと東のアーカンザス川の分水嶺を分ける高い尾根を成している。最高峰のブランカ峰を含む。

### キュレブラ山地
キュレブラ山地は北限をコロラド州のラベタ峠、南限をニューメキシコ州ビッグ・コスティリャ峰のすぐ南のコスティリャ・クリークとして、ほぼ南北に走る。最高点はキュレブラ峰 (14,047 feet/4,282 m)で、私有地にあるコロラド州の唯一の14000フィート級の山として注目に値する。キュレブラへの登山者は、現在一人当たり100USドルの入山料を支払わなければならず、年間の登山者は制限されている。その所有権とレクリエーションやその他の活動をする時の立ち入りの制限は、長年議論の的となっており、複数の訴訟と時折暴力さえも生じている。東側の主な頂はふたつの際立ったスパニッシュ峰である(西: 13,626 feet/4,153 m; 東: 12,860 feet/3,920 m)。サングレ・デ・クリスト山脈の他の山と異なり、これらは火山で、円錐形とその外側に広がる岩脈に特徴がある。これらの峰は、サンタフェ・トレイルの山間部分の重要なランドマークであった。

### タオス山脈
タオス山脈は、北のコスティリャ・クリークから南のトレス・リトスまで、山脈の西側の山襞を成している  。ニューメキシコ州最高峰のホイーラー峰(13,161 feet/4,012 m)を擁しており、それは小さなホイーラー峰原生林の一部である。他の目立った山には、タオス・プエブロ上に劇的にそびえたつプエブロ峰 (12,305 feet/3,751 m)や、ラティル峰 (12,708 feet/3,873 m)がある。タオス・スキー・ヴァレーはホイーラー峰のちょうど西側に位置する。タオス山脈の中央部分のほとんどは、タオス・プエブロの土地である。
パロ・フラチャド峠とトレス・リトス (USルート64とNMルート518)の間のタオス山脈の南部分は、北の部分より低くなだらかで、その最高地点はセロ・ビスタで11,939フィート(3,639m)である。フェルナンド山脈はこの部分にある小さな山脈で、USルート64のちょうど南にある。

### シマロン山地
シマロン山地は、東のタオス山脈から西へモレノ・ヴァレーを横切っている。低い山々で、最高点はバルディ山(12,441 feet/3,792 m)である。フィルモント・スカウト牧場はシマロン山地の東側に位置している。

### リンコン山脈
これは小さな山並みで、他のサングレ・デ・クリスト山脈と比べても特に低い。タオス山脈の南端部分の東に位置している。

### サンタフェ山脈
最後にサングレ・デ・クリスト山脈を構成するのは、NMルート518以南のすべての山を含むサンタフェ山脈である。サンタフェ近くに位置し、ペコス川の水源を保全しているペコス原生林を囲んでいる。最も高い山としてトルチャス峰 (13,102 feet/3,994 m)を含んでいる。他の目立った山にはサンタフェ・バルディ (12,622 feet/3,847 m)とイカリタ峰 (12,835 feet/3,912 m)がある。多くの道がペコス原生林を横切り、高山の湖でバックパッカーや釣りを楽しむ人々に人気がある。

## 註
1. ↑  http://www.14ers.org/peaks/sdc_culebra.php
2. ↑  en:Culebra Peakより。
3. 1 2  Butterfield, Mike, and Greene, Peter, Mike Butterfield's Guide to the Mountains of New Mexico, New Mexico Magazine Press, 2006, ISBN 978-0-937206-88-1
4. ↑  Some sources only include the region north of Palo Flechado Pass in the Taos Mountains; however they do not give a specific subrange name to the entire southern portion. See for example the 1:250,000 scale USGS maps.